# Tongsin
Tongsin (kor. 동신군, Tongsin-kun) – powiat w Korei Północnej, w prowincji Chagang. W 2008 roku liczył ok. 47,5 tys. mieszkańców.
Najwyższym szczytem jest Ungŏsu-san (2020 m n.p.m.). 87% powierzchni powiatu zajmują stanowią lasy. Powiat ma połączenie drogowe z Hŭich’ŏnem i Ryonggangiem.
Gospodarka opiera się na rolnictwie i wycince drzew.
Powiat powstał w 1952 roku.